# Binary Peaks
Binary Peaks är en bergstopp i Sydgeorgien och Sydsandwichöarna (Storbritannien). Den ligger i den nordvästra delen av Sydgeorgien och Sydsandwichöarna. Toppen på Binary Peaks är 739 meter över havet, eller 411 meter över den omgivande terrängen. Bredden vid basen är 4,1 km.
Terrängen runt Binary Peaks är huvudsakligen kuperad, men västerut är den bergig. Havet är nära Binary Peaks åt nordost.  Trakten runt Binary Peaks är nära nog obefolkad, med mindre än två invånare per kvadratkilometer. Det finns inga samhällen i närheten. 